# Lorenzo Carter
Lorenzo Lemuel Carter (* 10. Dezember 1995 in Memphis, Tennessee) ist ein US-amerikanischer American-Football-Spieler auf der Position des Linebackers für die Tennessee Titans in der National Football League (NFL). Zuvor spielte er für die Atlanta Falcons und die New York Giants.

## Frühe Jahre
Carter ging in Norcross, Georgia, auf die Highschool. Später besuchte er die University of Georgia, wo er für das Collegefootballteam auf der Position des Linebackers aktiv war.

## NFL

### New York Giants
Carter wurde im NFL-Draft 2018 in der dritten Runde an 66. Stelle von den New York Giants ausgewählt. Am 10. Mai 2018 unterzeichnete er einen Vierjahresvertrag bei den Giants. Am dritten Spieltag der Saison 2018 gegen die Houston Texans verzeichnete Carter seinen ersten Sack in der NFL. Ein Jahr später erzielte er 4,5 Sacks, unter anderem im Spiel gegen die New England Patriots einen erzwungenen Fumble gegen Tom Brady, welcher von Markus Golden zum Touchdown zurückgetragen wurde. Am fünften Spieltag der Saison 2021, im Spiel gegen die Dallas Cowboys, fing er seine erste Interception in der NFL.

### Atlanta Falcons
Am 22. März 2022 unterzeichnete Carter einen Einjahresvertrag bei den Atlanta Falcons.
Am 7. März 2023 gab das Franchise bekannt, dass Carter erneut für zwei Jahre unter Vertrag genommen wurde.

### Tennessee Titans
Am 20. März 2025 verpflichteten ihn die Tennessee Titans.